# 荔園

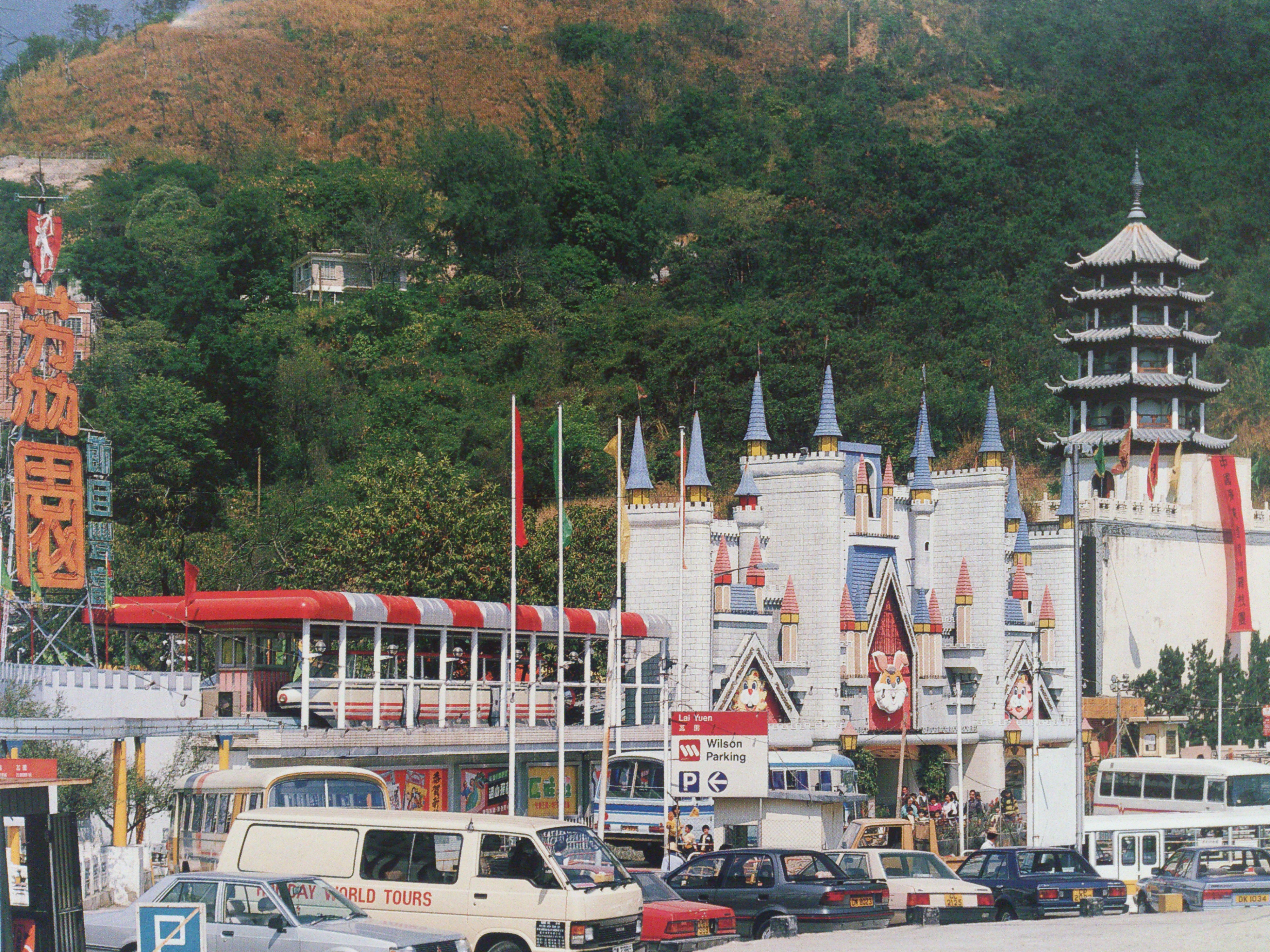
荔園入口

荔園遊樂場（原名荔枝園，簡稱荔園，前稱Lai Yuen），原址位於荔枝角灣，1949年4月16日開業，曾是香港規模最大型的遊樂場。最初設有三個山泉游泳池，水源經兩重沙漏消毒，並有濱海泳場。1961年，邱德根購入荔園，增設「宋城」，該景點入場費為港幣5角，成人、小童同價。1997年3月31日晚上，荔園與「宋城」一併結業。
現址已發展為荔欣苑、華荔邨及盈暉臺，地址為新界下葵涌九華徑。

## 歷史
1947年6月，聖心英文書院校長石鐘山在荔枝角灣畔興建「荔枝園」，佔地萬餘平方呎，建築費超過100萬元，於1948年5月22日開幕，每天開放時間由早上8時至午夜，入場費成人5角，小童3角。園內多為體育設施，有4個游泳池，池水來自附近山上溪流，亦從海中吸取，以喉管引入園內，經兩重沙濾消毒才使用。1949年4月16日改名為「茘枝園遊樂場」，增設『露天冰場』（滾軸溜冰場）。
1950年，遊樂場易主，改名為『荔園遊樂場』，由紡織商人張軍光任荔園董事長，電影人蔣伯英任遊樂場總經理，斥巨資進行擴建，從美國訂購多種新式機動遊戲，包括摩天輪、過山車、騰空飛艇、碰碰車、碰碰船等，此外還有百多檔攤位遊戲，以及一間『鬼屋』。新園還興建一個可容1,000觀眾的劇院，每晚有粵劇演出，另設有水上舞廳及露天電影院。新荔園於1950年7月1日開幕。不少名伶和劇團，像于素秋、潘有聲和伊秋水等，也曾於荔園的劇院進行演出。
1952年，荔園新闢動物園，設於粵劇場後花園的清溪邊，於10月下旬對外開放，為香港其中一個最大規模的私營動物園。1958年，大象Tino及其他動物隨沈常福馬戲團由緬甸來香港演出，因馬戲團經營困難，一眾動物便長駐荔園動物園，大象Tino更成為鎮園之寶，深受遊客歡迎。
1961年，荔園面臨第二度易主，新主人為上海商人邱德根。邱氏入主荔園後進行改革，先是改善場地，由原本的泥沙地台，變成鋪上鋼筋水泥或紅磚，以吸收陽光和降低熱度。而且亦加闊行人通道，將阻路的樹木移走，又在空曠地方種植樹木和花草，加強綠化。因樂園環境改善，入場遊客不到三個月增加一倍。1963年，荔園改善地下去水系統，用鋼筋水泥建築代替木板建築，並新增機動遊戲及其他娛樂項目。恰巧這一年香港天氣特別乾旱，雨水甚少，加上一連串的改革，令荔園創下300萬人次的歷史最高入場紀錄。
荔園娛樂節目在1960年代起愈見豐富，附設的劇場有粵劇、流行音樂、雜技及魔術等演出，甚至有艷舞表演（後因有傷風化而被取消）。不少殿堂級藝人年青時都曾經在荔園登台，包括陳寶珠、蕭芳芳、鄭少秋、鍾叮噹及鍾玲玲姊妹、七小福、尹光。 張德蘭、梅愛芳及梅艷芳姊妹和呂珊，孩童時已經在荔園擔任駐場小藝人。另外，著名歌手羅文在1964年任職荔園驗票員三個月。唯劇場區於1970年代初因建造真雪溜冰場及宋城被拆除。
1972年1月，荔園真雪溜冰場開幕，為香港當時唯一一個真雪溜冰場，由行政局首席非官守議員羅理基爵士主持開幕禮，1973年荔園舉行的菊花展覽會，每天吸引十萬人進場。
1977年，位於港島黃竹坑的香港海洋公園落成，對荔園構成較大競爭威脅。為了抗衡海洋公園，荔園斥資1,500萬以《清明上河圖》為藍本興建「宋城」，宋城於1979年6月16日開幕，由新界政務司鐘逸傑主持儀式，6月23日正式開放予遊客。
早於1991年，政府已計劃在荔園土地發展公營房屋，並於1993年初宣佈收地，但經營此公園的遠東發展隨即向法庭申請臨時禁制令。隨著高等法院於翌年解除禁制令，加上房委會、遠東雙方於1995年同意以「換地」形式重新發展荔園用地，此公園最終亦於1997年3月31日關閉。開放的最後一天，入場人次超過30,000人。荔園結業後，原址改建成學校、住宅。

## 設施

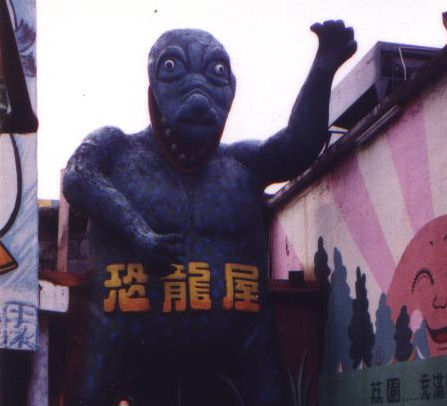
恐龍屋正門

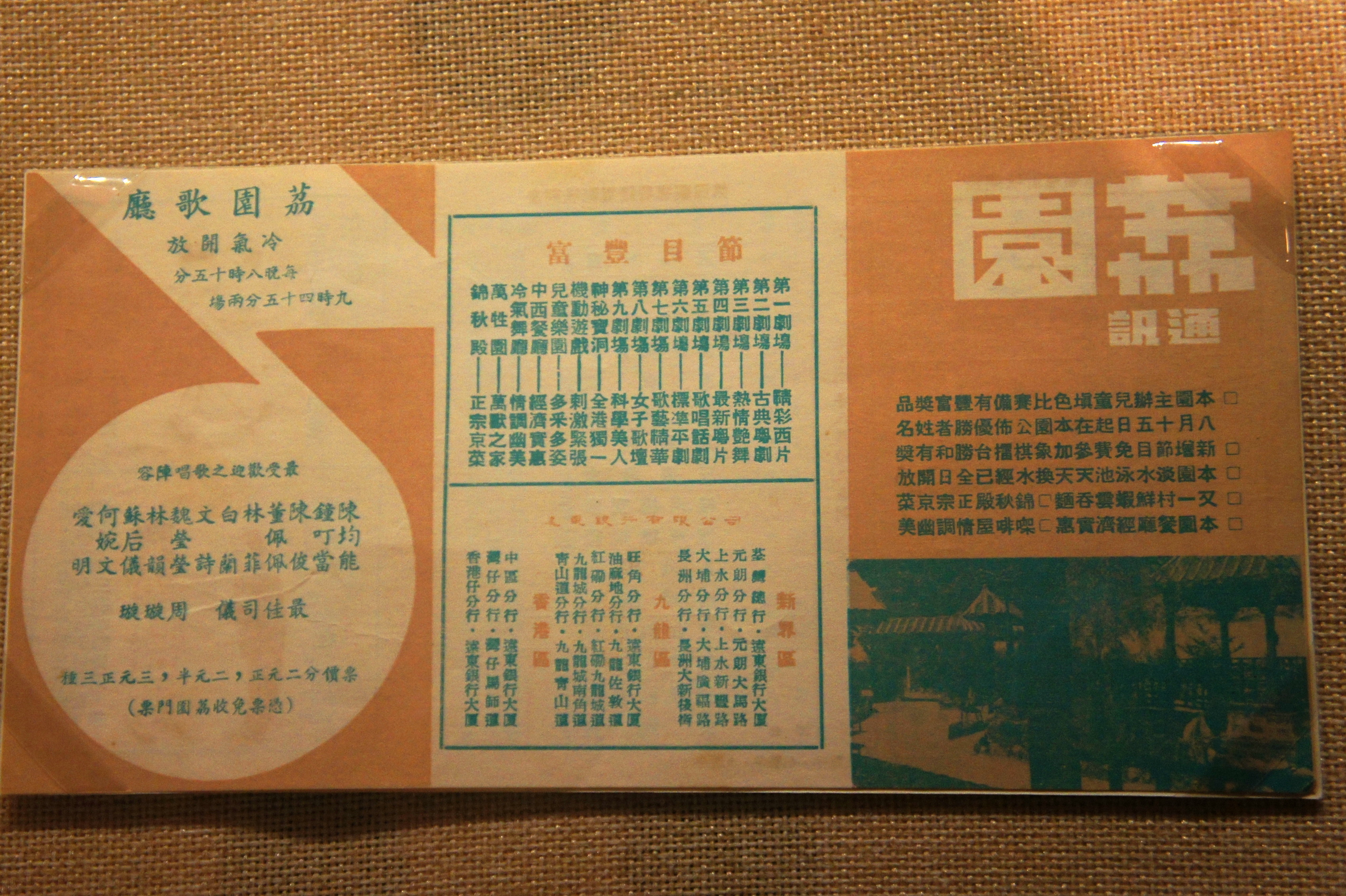
荔園通訊，1970年（香港文化博物館藏品）

### 遊樂場
荔園總面積達160萬平方呎。早期設施包括各類劇場、機動遊戲、各式各樣的攤位遊戲、水上遊戲等。機動遊戲有摩天輪、碰碰車、旋轉木馬、哈哈鏡、搖搖船、咖啡杯、小飛象、八爪魚、過山飛龍、恐龍屋、鬼屋等，更曾有香港唯一的真雪溜冰場；還有蒙眼飛刀表演等，吸引不少觀眾入場。當中最吸引的是「豔舞（脫衣舞）」表演及稱作「科學美人」的色情表演，但因後來被批評有傷風化，約於60-70年代取消。
早期，荔園毗鄰荔枝角灣北面海灘，荔園免費提供更衣室給泳客更衣、寄存衣物和沖身，以吸引人流。後來荔枝角灣填海，荔園的海灘更衣室在1985年正式關閉。
而粵劇場和歌壇，則曾孕育不少炙手可熱的電視藝員和歌星，例如已故歌手梅愛芳與梅艷芳姊妹。已故著名歌星羅文亦曾經於荔園工作。
中華民國總統前總統馬英九的雙親——马鹤凌、秦厚修也與荔園息息相關。马鹤凌開设露天茶餐厅。當時門票港幣五角，秦厚修收門票的月薪三百塊，龍應台以同一時間錢穆在新亞書院教書的兩百元月薪作比較，認為荔園待遇不錯。

### 動物園

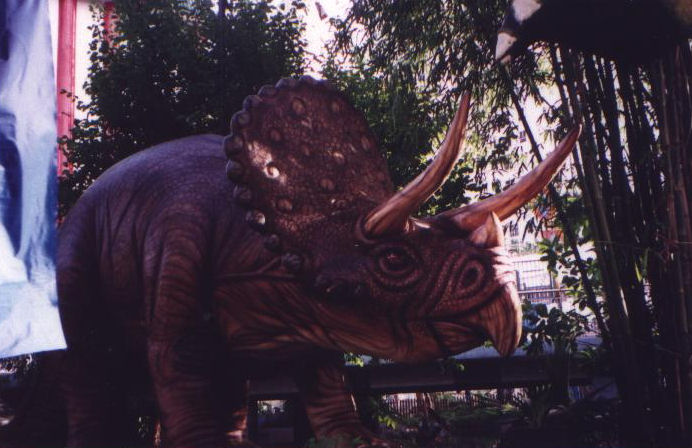
三角龍雕像

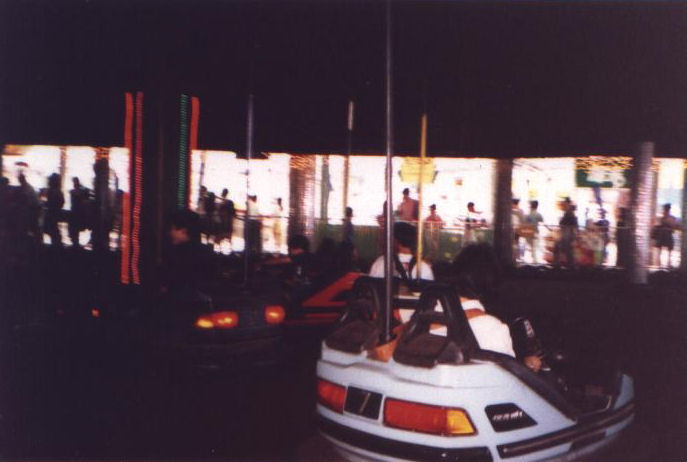
碰碰車

1952年10月25日（星期六）荔園在「粵劇場」後花園的山溪旁開設面積約10萬平方呎的動物園，它是繼戰前跑馬地愉園遊樂場；西環太白樓遊樂場；北角英皇道名園遊樂場；南唐酒家天台遊樂場；在戰後再次提供私營動物園的遊樂場，荔園初期從越南共和國（南越）進口大部份動物，最早期展出：虎貓、四頭金錢豹、馬來熊、三頭亞洲黑熊、南美洲出產的羢羊、白猿、黑麝貓、鼬鼠、猴，並聘請一位法國國籍馴獸師來管理。曾養有很多不同種類的野生動物，分別有熊狸（Binturong，當年荔園錯譯為「熊貓」，為灰黑色的靈貓科動物，已失去視力）、獼猴、山羊、老虎（為印度虎，1990年代初病逝）、揚子鱷（叫「亞細」，1952年來港）、水鳥、獅子（分別叫「力奇」和「美美」，1975年1月來港）、黑豹（園內有2頭，其中一頭叫「亞威」，1976年6月來港，1993年3月病逝）、禿鷲、綠孔雀（禿鷲死光後才被引入）、美洲獅（其中一頭為「咪咪」，兩頭於1981年從日本運港）、後期運來的雙峰駱駝（1980年代末）與長頸鹿（1992年來港，當時更花了30多萬元買回來）。
荔園動物園有一頭象被名為「Tino（天奴）」，牠是一頭緬甸大象，於1958年隨沈常福馬戲團來港，一直生活在面積不到500平方呎的獸籠內，過著跪地討食的辛酸情況。於1989年2月因不幸患上急性肺炎而死，遺體運往將軍澳垃圾堆填區。這點成為1950年代至1970年代的香港人的重點集體回憶之一，另外，動物園過往亦有多個大型展覽，包括最大的灣鱷（叫「好叻」，1989年6月從泰國引入）、西伯利亞虎（分別叫「阿堅」及「瑪利亞」，1990年12月從東德經荷蘭抵達香港）及來自泰國的兩頭大象（分別是「蓮寶」及「奧安」，兩次從泰國來港展出：1990年及1991年2月）。荔園動物園還曾發生過動物逃脫事件，先後走脫老虎（1974年12月）及美洲獅（1989年11月）。

### 蠟像館
中國歷代帝皇先賢蠟像院（1979年6月 - 1997年3月31日），位於九龍荔園附屬的「宋城」裡，它是香港第四間蠟像館，該院佔地面積6,000多平方英呎，耗資港幣三百多萬元，籌建超過3年，由3位在中國受訓的專業雕塑家郭迪康、施性傑及施寒松兄妹製作，按朝代及年份展出68位對中國政治及文化有重大影響的歷史人物蠟像，附和邱德根先生私人珍藏的玉石及刀劍古董。展品包括堯帝、慈禧 等，規模宏偉，極富中國傳統文化色彩。在1979年10月19日（星期五）文學家魯迅逝世43週年時，曾加入一尊由雕塑家郭迪康、施性傑及施寒松兄妹製作的仰首屹立的魯迅蠟像，背景為上海「內山書店」大門。

## 結業
1965年，東九龍有新的主題公園——啟德遊樂場開幕，荔園的生意受到輕微衝擊。1977年起，荔園更與海洋公園直接競爭，入場人數不斷下跌。雖然啟德遊樂場最終在1982年倒閉，但荔園生意未見好轉，加上政府決定收回荔園的土地發展，荔園動物園首當其衝，在1993年7月31日，逾100頭動物送往深圳野生動物園。1997年3月31日晚上，荔園與「宋城」一併結業。結業前的入場費，成人港幣為10元，小童半價。最後一星期，每日平均有5,000人次進場，結業當晚更吸引20,000人次進場。園方特別印製一套四款閃卡贈予入場遊客留念。

## 重建計劃
2005年10月9日，《經濟日報》引述遠東集團主席邱德根，稱其有意於大嶼山重建荔園，政府當時稱正與該公司洽談，但未有取態。立法會旅遊界議員楊孝華指，荔園在中國大陸及外國也不屬名牌，恐難吸引遊客。
2015年5月12日，《經濟日報》報道昔日荔園主人、遠東集團主席邱德根之兒子邱達根早前提出建議，以短期組約形式，2015年6月至10月於中環填海後的新海濱重現荔園。邱氏後人更指，重現荔園是希望一圓3月病逝的亡父邱德根之遺願，重現港人集體回憶，而項目將由邱氏後人自負盈虧。食環署及機電工程署回應傳媒查詢時，均表示正審批中環新海濱相關的臨時公眾娛樂場所牌照申請及機動遊戲機的申請。屆時，中環「荔園」會重現當年荔園3大主題：動物園、機動遊樂場、攤位遊戲等懷舊項目，還有經典的鬼屋、恐龍屋、大劇場等。新荔園主題曲會由謝安琪主唱。
2015年5月21日，闊別18年的荔園遊樂場再度重現。「荔園Super Summer 2015」於6月26日起至9月3日營運。在70天舉行期間，除了重置荔園昔日熱門遊樂設施，亦會有應用最新科技而設計的遊戲。邱達根並以「原汁原味、香港本地、創意科技」十二字，概括樂園的設計概念。
2016年5月宣佈，新荔園移師到亞洲國際博覽館，在7月及8月舉行。前行政長官全國政協副主席梁振英及中聯辦主任張曉明出席開幕儀式。

## 新荔園

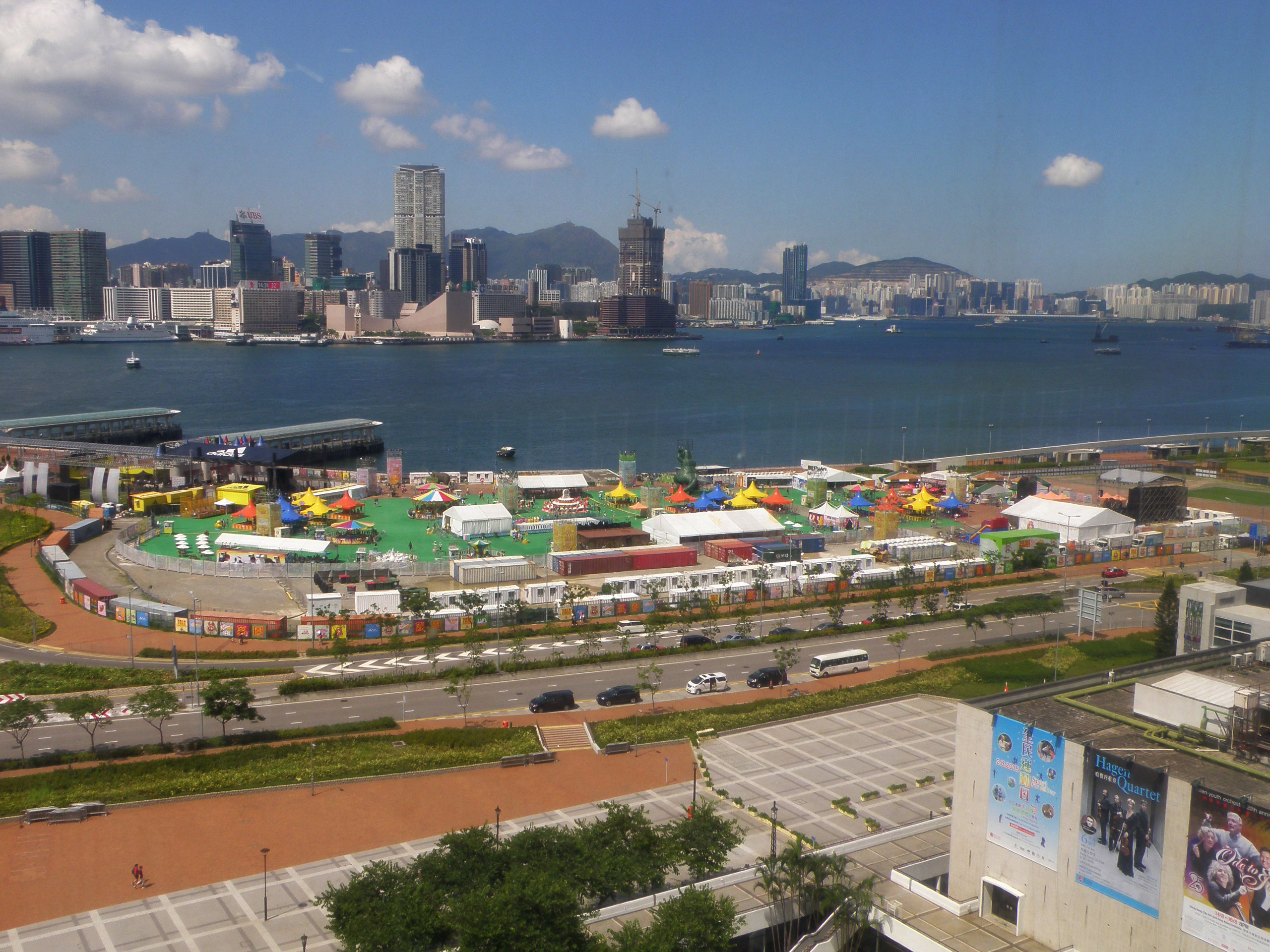
俯瞰荔園 Super Summer 2015

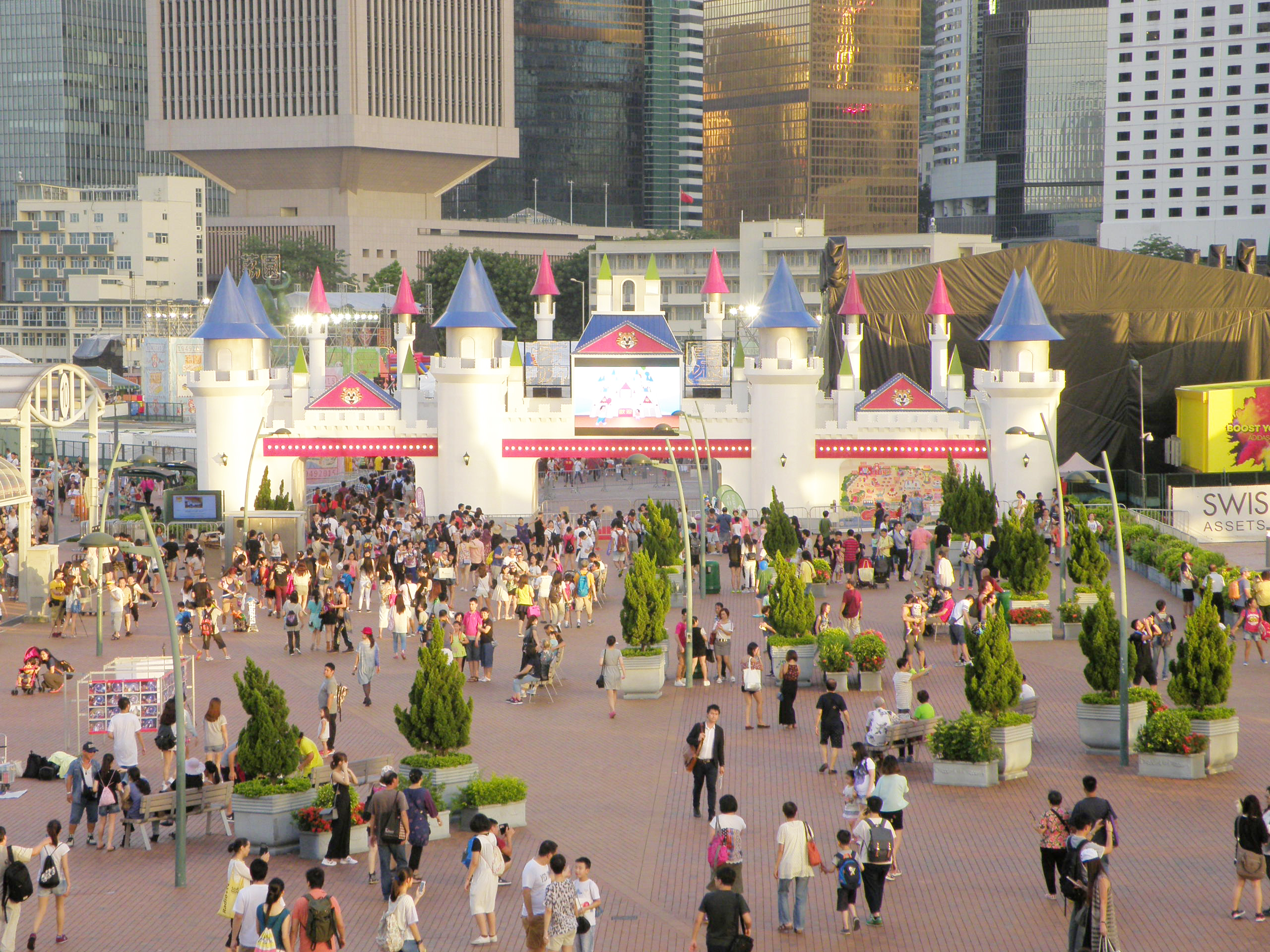
荔園城堡
（荔園 Super Summer 2015 入口）

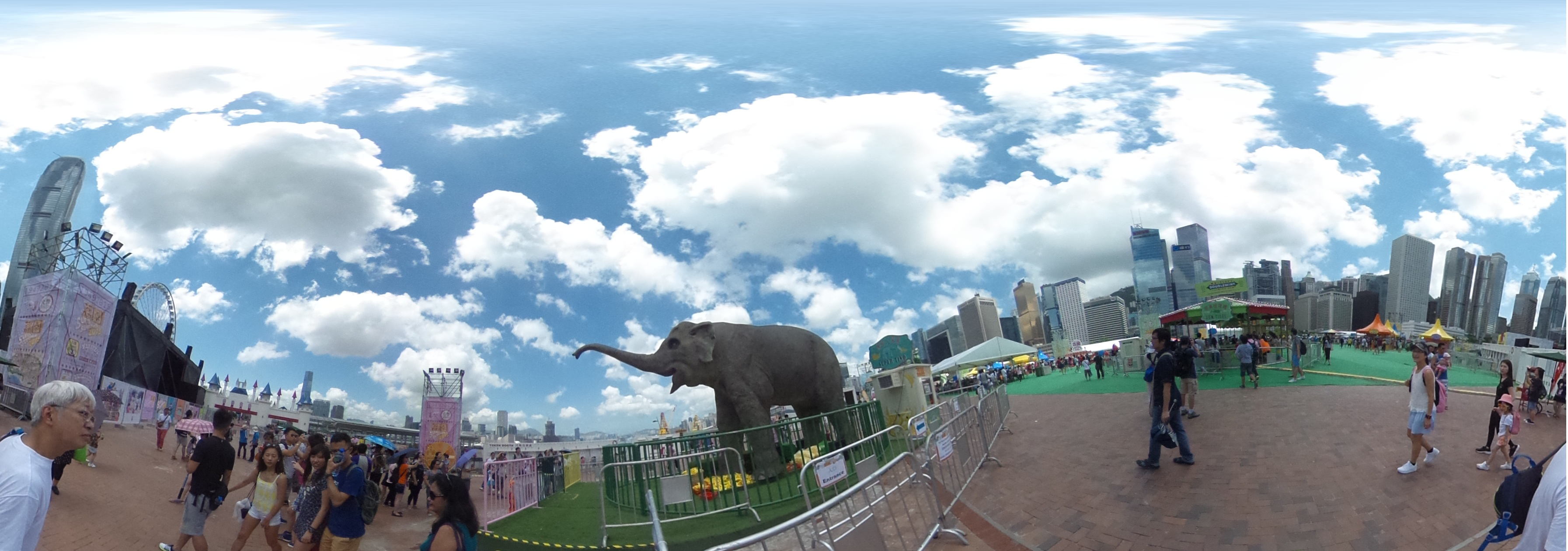
理光THETA 全景圖

### 設施
新荔園熱門景點:
- 荔園城堡：沿用昔日荔園城堡設計，塔頂保留紅、藍、綠三色。大門中央有紅色霓虹燈「荔園」二字，左右兩邊大門亦展示原有的老虎標記。
- 吸蕉大笨象：大笨象名為TINO，是機械象。身高4米，嘴巴懂得自動開合，供遊客喂食膠製香蕉。另外，象鼻會噴水，機械象Tino吃完膠蕉後，更有自動排便功能。
- 滑稽恐龍屋：是一條5米高的滑梯。
- 魔靈小學：以香港鬼校的故事為主題的鬼屋，要配合智能手機Apps。
- 吹漲動物園：是佔地300平方米的氣球動物樂園。園內分為非洲森林歷險區、靈長類動物園區 、東南亞動物區、鱷魚池及雀鳥天地。
- 夏日溜冰場
- 經典掟階磚：以綠箭香口膠為主題，共設兩檔攤位。
- 淘氣小木馬：有木馬、老虎、駱駝及馬車等款式。
- 好時光收集箱，分為4部分：
  - 光影展覽區：展示昔日香港
  - 藝術區：展出本地藝術家的作品
  - 露天活動區：舉行不同活動及擺放昔日木馬
  - 科技區：設Xbox One
  - 列車：新巴城巴《開心列車》：由吹漲動物園單向開往淘氣小木馬，車程約90秒，約6-8分鐘一班。列車由3卡模仿新巴的小車廂及3卡模仿城巴的小車廂梅花間竹連成，總載客量17人，頭尾為不客量的駕駛室。收費每位$20元（即代幣兩個），1.1米以下人士半價（惟須成人陪同）。

列車於樂園開放當日（即6月26日）投入服務，但啟用一小時後已因機件故障而暫停服務，園方發言人胡輝顯稱，開心列車可能需要一兩天才可完成維修，令不少市民大感失望。
2015年7月20日起，成人逢星期一至四可以小童價（一個代幣）參加此遊戲。
- 荔園大舞台[25]

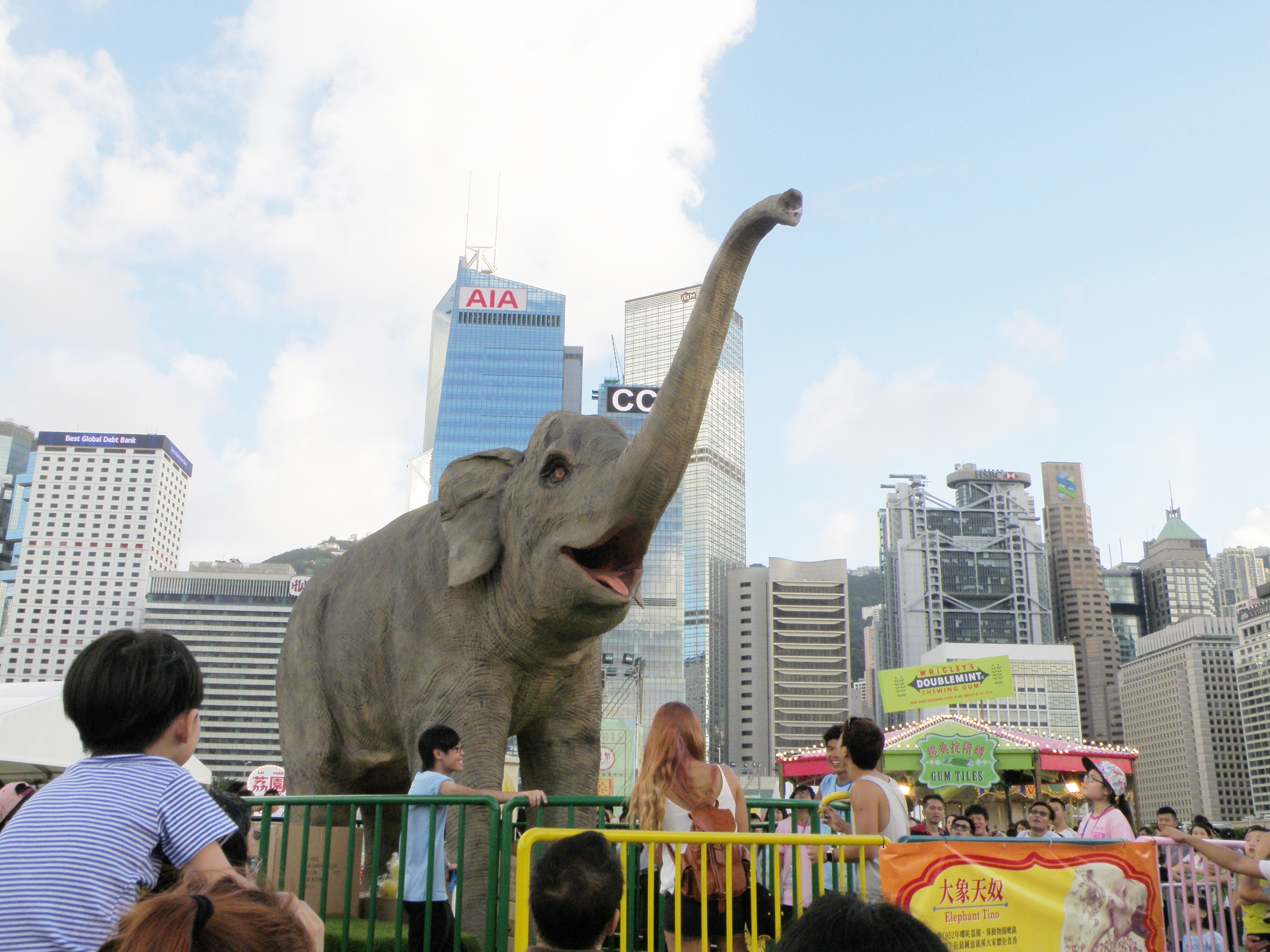
吸蕉大笨象
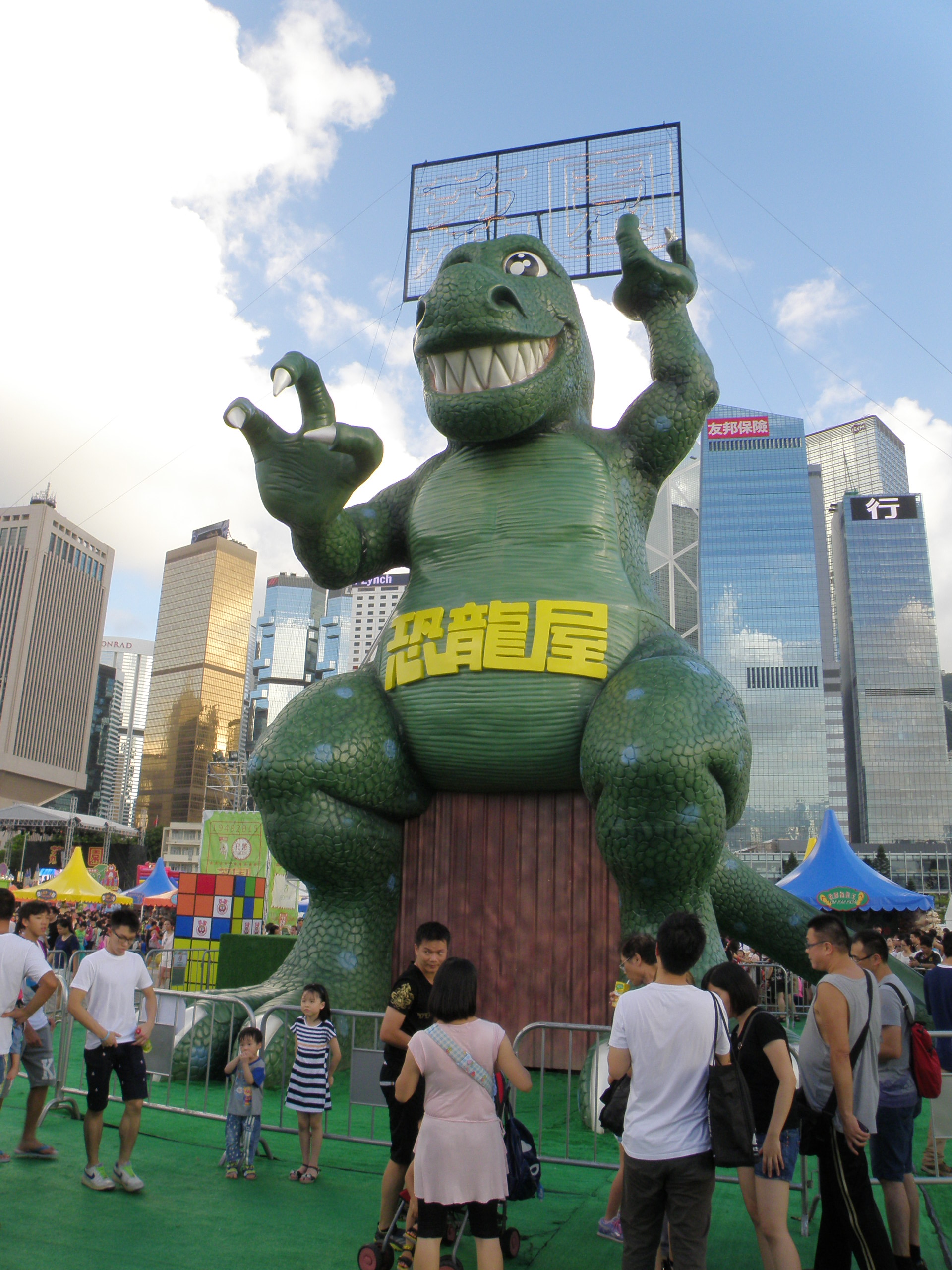
滑稽恐龍屋
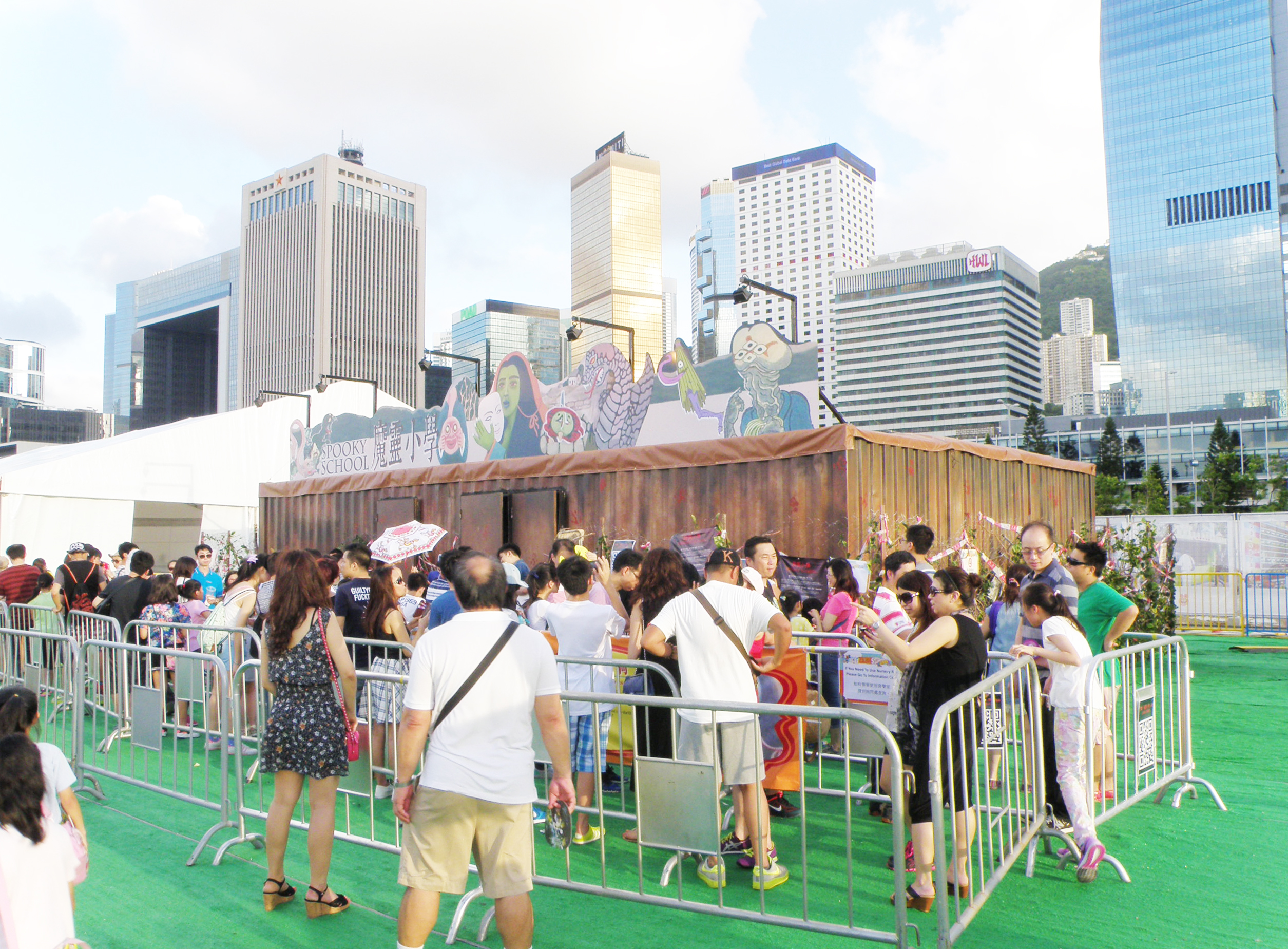
魔靈小學
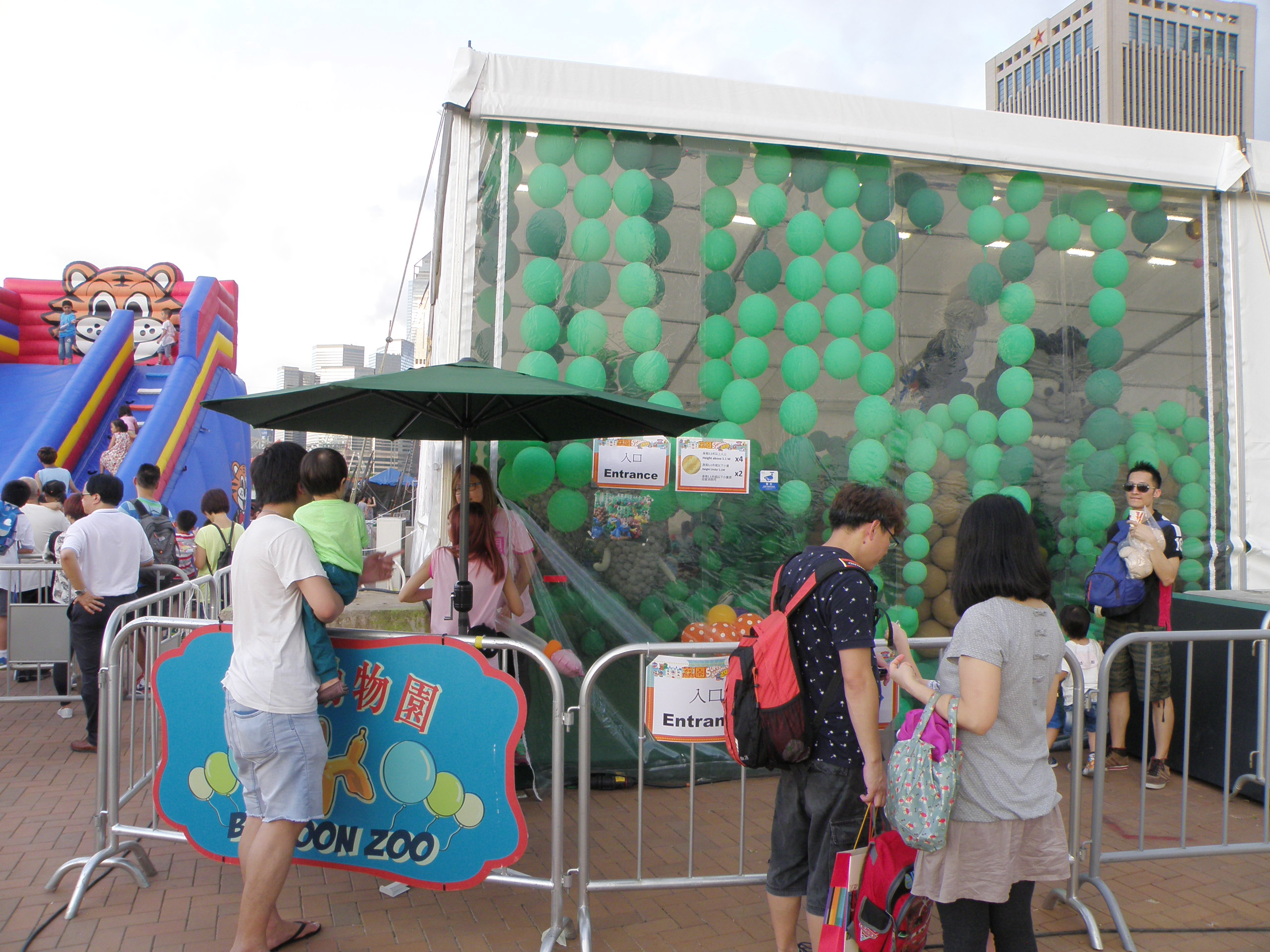
吹漲動物園
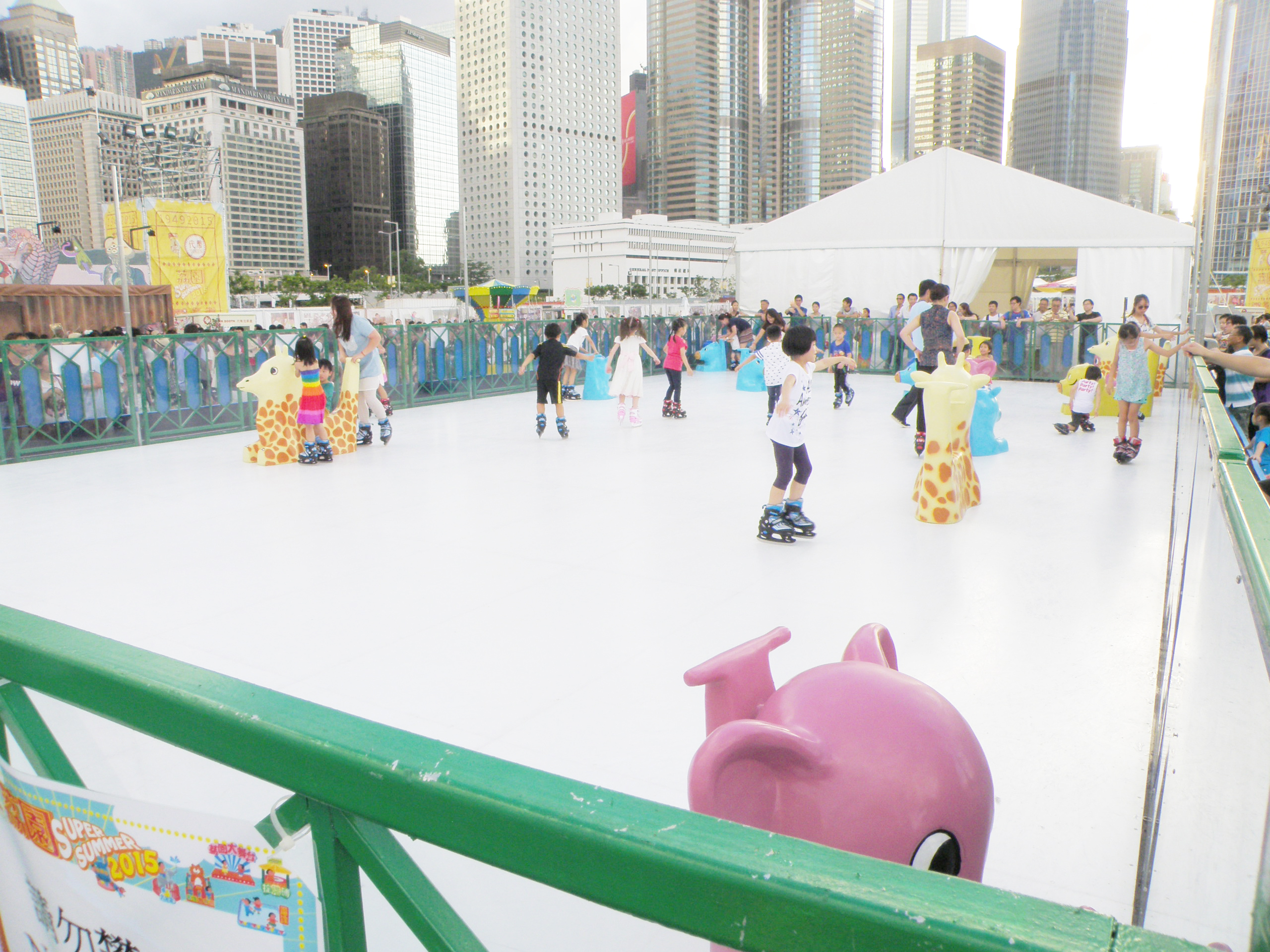
夏日溜冰場
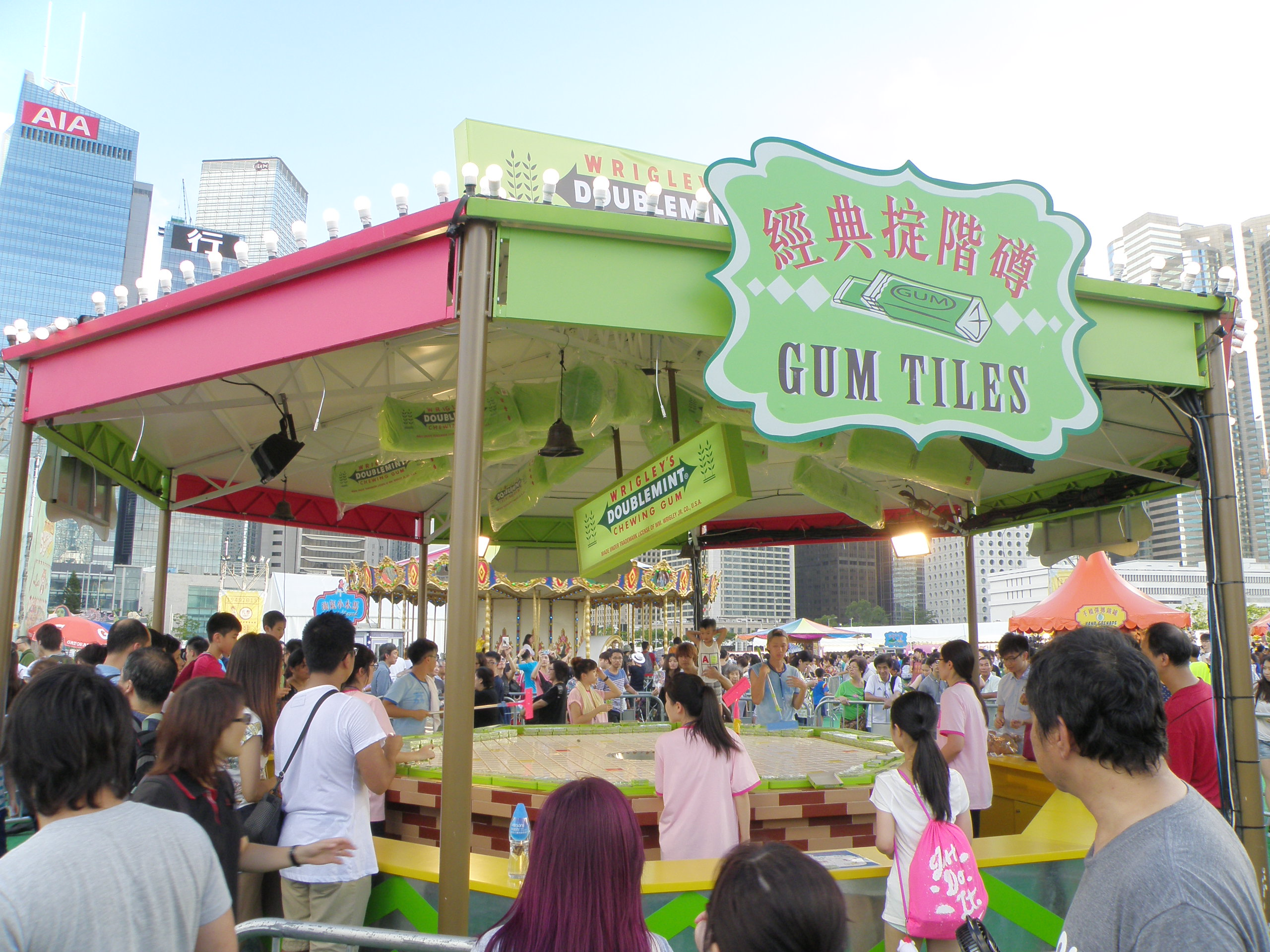
經典掟階磚
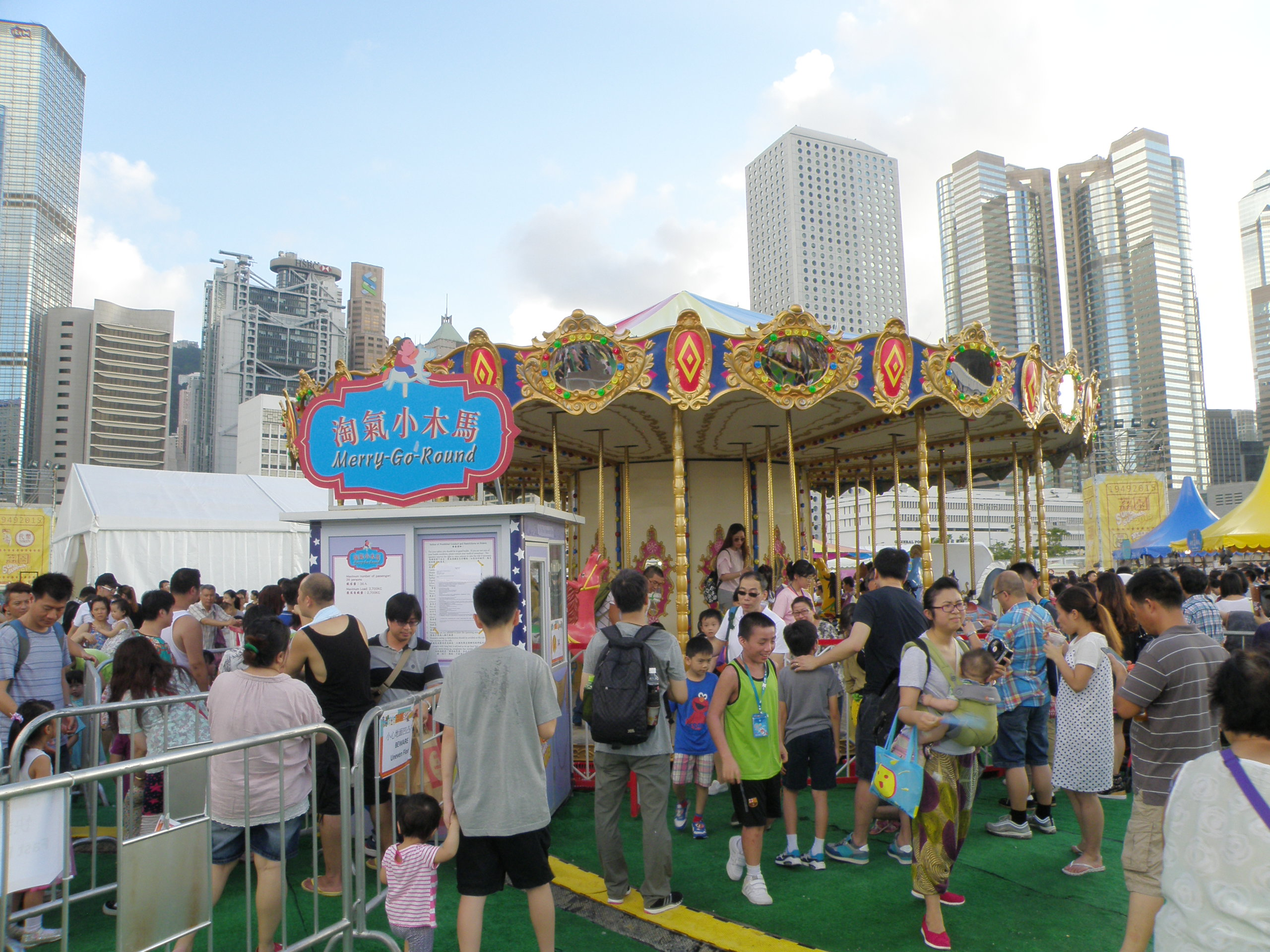
淘氣小木馬

### 門票
2015年為免費入場，參與遊戲須購買代幣（一個代幣為港幣十元），每日現場另設限量fast pass。
fast pass售價為$680，包括兩條fast pass專用手帶，40（價值$400）個代幣，兩份荔園限量紀念品。Fast pass 的有效時間為即日11:00-23:00
2016年改在亞洲博覽館舉行，票價為$140（包10個代幣，額外購買代幣每個 HK$10）

## 紀念
位於D2 Place Two內的民園麵家，展示荔園部分物品和相片。

## 註解
1. ↑  按照換地方案，遠東發展須向房委會交出荔園自有地段，從而換取荔園南側、以短期租約使用的政府土地及巴士站，用作興建私人住宅。

## 外部連結
- 荔園有限公司
- 荔園有限公司的Facebook專頁
- 荔園有限公司的Instagram帳戶
- 物有所值：香港的遊樂場，文匯報2004年4月21日 （页面存档备份，存于）
- 荔枝角：最懷念「荔園」，2005年3月26日《成報》
- 懷念宋城　曾偉強
- 香港有今日：荔園光榮結業，2007年3月31日《蘋果日報》 （页面存档备份，存于）
- 頭條日報 頭條網
  - 圖說往昔 你還記得荔園嗎？ （页面存档备份，存于）
  - 圖說往昔 荔園的最後一天 （页面存档备份，存于）
- S快綫－荔園2016率先試玩 ─ 2016年7月15日《龍耳電視》 （页面存档备份，存于）
- 尋找梅艷芳的荔園 （页面存档备份，存于），獨立媒體2021年11月23日